# Аеродром Гогријал
Аеродром Гогријал (: ) је ваздухопловно пристаниште код града Гогријал у вилајету Вараб у Јужном Судану. Има једну полетно-слетну стазу дужине 950 метара.